# Línea 13 de TMB
La línea 13 es una línea regular de autobús urbano de la ciudad de Barcelona gestionada por la empresa TMB. Hace su recorrido entre el Mercado de San Antonio y el Parque de Montjuic, con una frecuencia en hora punta de 35min.

## Horarios[Nota 1]
| 13         | Primer servicio A: Parc de Montjuïc | Primer servicio A: Mercat de Sant Antoni | Último servicio A: Parc de Montjuïc | Último servicio A: Mercat de Sant Antoni |
| Laborables | 05:20                               | 05:00                                    | 22:40                               | 22:15                                    |
| Sábados    | 07:30                               | 07:00                                    | 22:30                               | 22:00                                    |
| Festivos   | 09:30                               | 09:00                                    | 22:30                               | 22:00                                    |

## Recorrido[Nota 1]
- Del Parque de Montjuic al Mercado de San Antonio por: Vivers, Estadi Olímpic, Palau Sant Jordi, Foc, Sot del Migdia, Pedrera del Mussol, Marbre, Can Clos, Ferrocarrils Catalans, Foc, Alts Forns, Aviador Duran, Segura, Foneria, Guadalquivir, Fortuna, Polvorí, Camí de la Foixarda, Av Ferrer i Guàrdia, Poble Espanyol, Pl de Carles Buïgas, Av Reina Maria Cristina, Pl Espanya, Gran Via, Floridablanca, Av Mistral, Viladomat, Manso.

- Del Mercado de San Antonio al Parque de Montjuic por: Manso, Viladomat, Calàbria, Av Mistral, Sepúlveda, Rocafort, Pl Espanya, Av Reina Maria Cristina, Av Ferrer i Guàrdia, Mèxic, Poble Espanyol, Camí del Polvorí, Estadi Serrahima, Segura, Barri del Polvorí, Escales del Polvorí, Anoia, Mare de Déu de Port, Foneria, Foc, Pedrera del Mussol, Can Clos, Sot del Migdia, Pg Olímpic, Palau Sant Jordi, Jardí Botànic, Av de l'Estadi, Vivers.

## Otros datos
| Prestación               | Disponibilidad en la línea                            |
| ------------------------ | ----------------------------------------------------- |
| Adaptada a               | Sí (Todos los autobuses TMB están adaptados)          |
| TMB iBus                 | Sí (Todos los autobuses TMB disponen de este sistema) |
| Pantallas informativas   | Sí                                                    |
| Línea de tránsito rápido | No                                                    |
| Circula en días festivos | Sí                                                    |

## Rutas de autobuses
| Líneas de autobuses que prestan servicio en el Área Metropolitana de Barcelona |               |                  |
| Línea anterior:                                                                | Línea actual: | Línea siguiente: |
| 7 Línea 7                                                                      | 13 Línea 13   | 19 Línea 19      |